# 雪梨足球場 (2022年)
雪梨足球場（英語：Sydney Football Stadium），營運名稱為安聯體育場（英語：Allianz Stadium），是一個位於澳洲雪梨摩爾公園的體育場，於2022年8月28日啟用，取代舊有的雪梨足球場。國家橄欖球聯賽球隊雪梨雄雞、超級橄欖球聯賽球隊新南威爾斯沃拉塔隊和澳洲職業足球聯賽球隊悉尼FC以此為主場。此球場是2023年國際足協女子世界盃其中一個比賽場地，而2027年世界盃橄欖球賽部分賽事亦將在此舉行。

## 外部連結
- 官方网站